# Lateriramulosa quadriradiata
Lateriramulosa quadriradiata är en svampart som beskrevs av K. Miura & Okano 1979. Lateriramulosa quadriradiata ingår i släktet Lateriramulosa, divisionen sporsäcksvampar och riket svampar.   Inga underarter finns listade i Catalogue of Life.